# 长茎柴胡
长茎柴胡（学名：Bupleurum longicaule）是伞形科柴胡属下的一个种。生长于1000-4000米高度的森林、山坡上的草地。在中国分布于甘肃省南部、湖北省西部、宁夏、青海、陕西、山西、四川东北部及西部、西藏东部、云南西北部。另分布于印度、查谟-克什米尔邦、尼泊尔及巴基斯坦。四种变种均有药用价值。

## 变种
- 抱茎柴胡（学名：Bupleurum longicaule var. amplexicaule）是伞形科柴胡属长茎柴胡的变种。分布于中国大陆的云南等地，生长于海拔2,700米的地区，多生于林下。
- 秦岭柴胡（学名：Bupleurum longicaule var. giraldii）是伞形科柴胡属长茎柴胡的变种。分布于中国大陆的陕西、山西、青海等地，生长于海拔2,800米至3,300米的地区，多生在山坡草丛中。
- 坚挺柴胡（学名：Bupleurum longicaule var. strictum）是伞形科柴胡属长茎柴胡的变种。分布于中国大陆的四川、湖北、青海等地，生长于海拔1,400米至3,500米的地区，常生于山坡草地。
- 空心柴胡（学名：Bupleurum longicaule var. franchetii）是伞形科柴胡属长茎柴胡的变种。分布于中国大陆的陕西、四川、云南、甘肃、湖北等地，生长于海拔1,400米至4,000米的地区，见于山坡草地上。